# Global Biodiversity Information Facility
Global Biodiversity Information Facility (GBIF) je međunarodna organizacija čiji fokus je na desiminaciji naučnih podatako o biološkoj raznovrsnosti putem Interneta. Podaci potiču od mnoštva institucija širom sveta. Informaciona arhitektura GBIF sistema čini te podatke dostupnim i omogućava njihovu pretragu na jednom portalu. Podaci koji su dostupni kroz GBIF portal prvenstveno pokrivaju distribuciju biljki, životinja, gljiva, i mikroba za ceo svet, i podatke o naučnim imenima.
GBIF nastoji da formira informatičke veze između resursa digitalnih podataka širom spektra bioloških organizacija, od gena do ekosistema, i da poveže pitanja koja su važna za nauku, društvo i održivost koristeći oruđa za georeferenciranje i GIS. Ova organizacija radi zajedno sa drugim međunarodnim organizacijama kao što su Katalog života, Bioraznovrsnost informacionih standarda, Konzorcijum za bar-kod života (CBOL), Enciklopedija života (EOL), i GEOSS.

## Spoljašnje veze
- GBIF website
- Short description of GBIF